# Giovanna Bassi
Giovanna Bassi, född 13 juni 1762 i Italien, död 16 juni 1834 i Sverige, var en italiensk ballerina som tillbringade större delen av sin karriär i Sverige. Hon har kallats stjärnan i den Kungliga Baletten under den gustavianska tiden och ansågs vara sin samtids mest framstående dansös i Sverige.   

## Tidiga år
Giovanna Bassi föddes i Italien som dotter till balettdansaren Angela Bassi och var syster till arkitekten Carlo Francesco Bassi (1772–1840), som var verksam i Sverige och Finland och hade bott i Sverige sedan elva års ålder. 
Hon var elev till Jean Dauberval och debuterade på scenen i Paris i Frankrike. Hon engagerades år 1783 mot en lön på 9 000 livres i årslön på Operan i Stockholm, där hon tillbringade resten av sin karriär.

## Karriär

Silhuett av Giovanna Bassi.

Bassi omnämns med stor beundran i Hedvig Elisabet Charlotta av Holstein-Gottorps dagböcker och var en av Sveriges mest firade ballerinor, förmögen att utföra de mest ansträngande av balettens danssteg. Hennes teknik var helt enligt den klassiska italienska balettraditionen, som hon var mycket skicklig i, och hon var stjärnan i Gustav III:s baletter. Under hennes debut i Stockholm var applåderna enligt Hedvig Elisabet Charlotta så högljudda "att man inte kunde höra åskan": 
"Hon applåderas så, att man inte skulle ha kunnat höra åskan under detta bifall. jag måste också medge, att hon är så vacker, att man skulle kunna äta upp henne!" 
Hennes succé kallades "Bassifebern".  
Bassi beskrivs som en stolt person och beundrades för sitt svarta hår och sin starka, smidiga och elastiska kropp. Av Malla Silfverstolpe karakteriserades hon som "en av de vackraste kvinnor som förenade ovanligt behag med mycken nobless i hela sitt sätt att vara". Man imponerades av hennes hopp, särskilt det svåra entrechat-six-hoppet. Hon dansade först i långa kjolar och skor med klack, men kortade både kjol och klack för att bättre kunna visa sin teknik. I 1784 års Theater Almanack skrivs: "M.lle Bassi förliden sommar hitkommit. Hon är ostridift den fullkomligaste danseuse, som svenska teatern någonsin haft." Vid operan Alceste 1785 skrivs i Nouvelle de theatre: "M:lle Bassi väckte samma entusiams som tidigare, något hon väl förtjänade på grund anv sin överlägsna talang."    
Bland hennes roller var Cecile i La Rosiere de Salency av Jean-Rémy Marcadet mot Antoine Bournonville, Judith Christina Brelin och Jean Marcadet, och Ninette a la Tour av M. Gardel säsongen 1786–87, och Nadine i Le Triomphe de la Constance av Jean Marcadet mot Giuseppe Bartolomei, Antoine Bournonville, Jean Marcadet och Carlo Caspare Simone Uttini 1787–88. Hon hade år 1794 en förmögenhet på 40 000 riksdaler banco och var därmed en av de rikaste artisterna i Sverige på 1700-talet; etablerade kvinnliga sångare, skådespelare och dansare fick ofta högre lön än sina manliga kolleger och premiärdansarna var högst betalda. Giovanna Bassi medverkade vid några tillfällen även som skådespelare vid Gustav III:s franska teater. Hon drev även en dansskola för överklassflickor. Bland hennes privatelever fanns Malla Silfverstolpe. Hon bodde med sin mor i "guldsmeden Ronanders hus" på Norrmalmstorg.

## Privatliv
Bassi hade en dotter, Johanna Fredrika (1787–1810), som troddes vara barn till Adolf Fredrik Munck. Barnet ansågs likna Gustav IV Adolf, som Munck troddes vara far till, en omständighet som tilldrog sig uppseende. Munck erkände aldrig dottern formellt. Dottern anses vara förebilden till Carl Jonas Love Almquists Tintomara. Då Munck lämnade landet år 1792 begärde Giovanna Bassi avsked och följde efter honom till Rom i Italien, och det ryktades att de skulle gifta sig. Han vägrade dock både att gifta sig med henne, av statusmässiga klasskäl, och att erkänna deras dotter offentligt. Detta var ett svårt slag för Bassi; då Munck senare gjorde dottern och henne själv till förmånstagare i sitt testamente, avböjde Bassi å både sina och dotterns vägnar. Under sin tid i Italien ska hon ha uppburit lön från Gustav Adolf Reuterholm för att bedriva efterforskningar om huruvida Gustaf Mauritz Armfelt kunde bindas vid något brott som kunde förhindra honom att återvända till Sverige. Vid sin återkomst till Sverige i juni 1793 återengagerades hon vid Operan. Som sådan var hon en del av hovpersonalen och presenterades då för Sofia Magdalena, som anmärkte att hon hade blivit rund i Italien: hon anmärkte sedan till Marianne Ehrenström att Bassi inte längre var vacker och hade börjat få mustascher som en grenadjär.

## Senare liv
År 1794 gifte hon sig med den tysk-svenske grosshandlaren Peter Hinrik Schön (1765–1821). Bassi slutade uppträda i samband med giftermålet. Hennes avskedsföreställning var "De två Savojarderna" i juni 1794. Hon lät upprätta ett äktenskapsförord där maken förband sig ett erkänna hennes dotter som sin och försäkra hennes egendom på 30.000 riksdaler som enskild egendom. Schön hade tidigare gått i konkurs men som genom giftermålet med Bassi samma år kunde köpa Ekholmsnäs gård på Lidingö. Ägodokumenten var skrivna i hennes namn. Giovanna Bassi levde som gift ett enkelt men bekvämt liv på sitt bruk, där hon bodde med sin mor och Elise Dubelloi, som varit skådespelerska i Gustav III:s franska teater. Hon fick tre söner tillsammans med Schön. Hennes dotter gifte sig med klädesfabrikanten Gabriel Apiarie. Giovanna Bassi konverterade till lutherdomen 1815. Hon ägnade sig under senare delen av sitt liv aktivt åt affärer, såsom ett tegelbruk och en snusfabrik. Bassi och hennes familj begravdes på Salems kyrkogård.